# فرودگاه منطقه‌ای سلیسبوری‌اوشن سیتی ویکمیکو
فرودگاه منطقه‌ای سلیسبوری‌اوشن سیتی ویکمیکو (به انگلیسی: Salisbury-Ocean City Wicomico Regional Airport) (به زبان بومی: Salisbury Airport) یک فرودگاه همگانی با کد یاتا SBY است که یک باند فرود سنگفرش دارد و طول باند آن ۱۹۵۱ متر است. این فرودگاه در شهر سالزبوری، مریلند کشور ایالات متحده آمریکا قرار دارد و در ارتفاع ۱۶ متری از سطح دریا واقع شده است.